# Bernhard Studer (Maler)

Studer als Student in Düsseldorf, um 1855

Bernhard Studer (* 5. August 1832 in Gunzgen, Kanton Solothurn, Schweiz; † 22. April 1868 in München) war ein Schweizer Landschaftsmaler.

## Leben
Studer wuchs als Sohn des Flachmalers Leonz Studer zunächst in Gunzgen (Kanton Solothurn) auf. Bereits im Alter von 14 Jahren begann er eine Zeichenlehre beim Bildhauer Johann Georg Lüthy in Olten. Anschliessend besuchte er die Zeichenschule in Solothurn, wo er am Unterricht von Gaudenz Taverna teilnahm. Auf Anraten seiner Lehrer wurde Bernhard Studer schliesslich im Jahre 1850 auf die Kunstakademie nach München geschickt. Hier fand er ausserdem Arbeit in der Werkstatt des Landschaftsmalers Karl Millner (1825–1895). Doch Studer zog es nach weniger als zwei Jahren bereits zurück in seine Heimat. Vorwiegend finanzielle Gründe gaben dazu den Ausschlag.

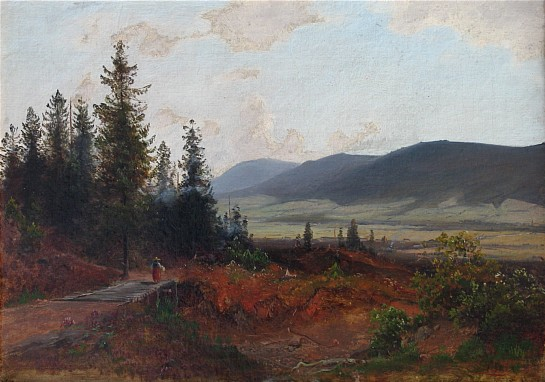
Blick ins Gäu, Öl auf Leinwand, um 1860

Mit Unterstützung der Kantonsregierung von Solothurn, die ihm ein Studiendarlehen gewährte, konnte Studer im Jahre 1853 ein Studium an der Kunstakademie Düsseldorf aufnehmen, dem Zentrum der Düsseldorfer Malerschule, wo er bei Rudolf Wiegmann, Johann Wilhelm Schirmer und Hans Gude das Fach Landschaftsmalerei studierte. Nach anfänglich sehr guten Leistungen wurde er allerdings im ersten Quartal 1856 „wegen unordentlichen Lebens“ aus der Akademie entlassen. Während seiner Jahre in Düsseldorf war Studer auch häufig Gast im Künstlerverein Malkasten.
Noch im selben Jahr folgte Studer seinem Lehrer Schirmer nach Karlsruhe an die dortige Kunstakademie. In dieser Zeit beschickte er regelmässig die Turnusausstellungen des Schweizerischen Kunstvereins in Bern. Für sein Gemälde Eine Gegend im Jura erhielt er 1857 die silberne Medaille. Auch in Karlsruhe und Baden-Baden nahm er immer wieder an Gruppenausstellungen teil. Engere Kontakte hatte er u. a. zu seinen Künstlerkollegen Hans Thoma und Eugen Bracht.
Literarische Erwähnung fand Bernhard Studer in dem biographischen Roman „Hans Marbot“. Dieses Buch beschreibt den Werdegang des Architekten Friedrich Baumann, mit dem Studer eine tiefere Freundschaft verband. Aus der Karlsruher Zeit ist auch das einzige bekannte Porträtgemälde erhalten, das auf Bernhard Studer zurückgeführt werden kann.
Nach einigen Jahren in Karlsruhe zog Studer schliesslich 1865 nach München, wo er am 22. April 1868 starb.

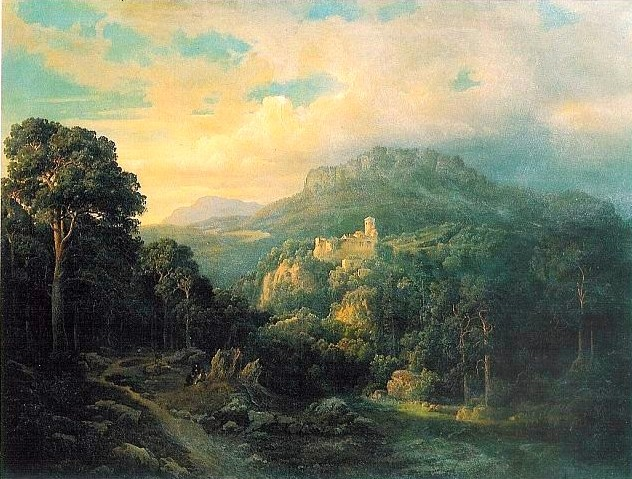
Bechburg über Oensingen, Öl auf Leinwand, 1855

## Werk

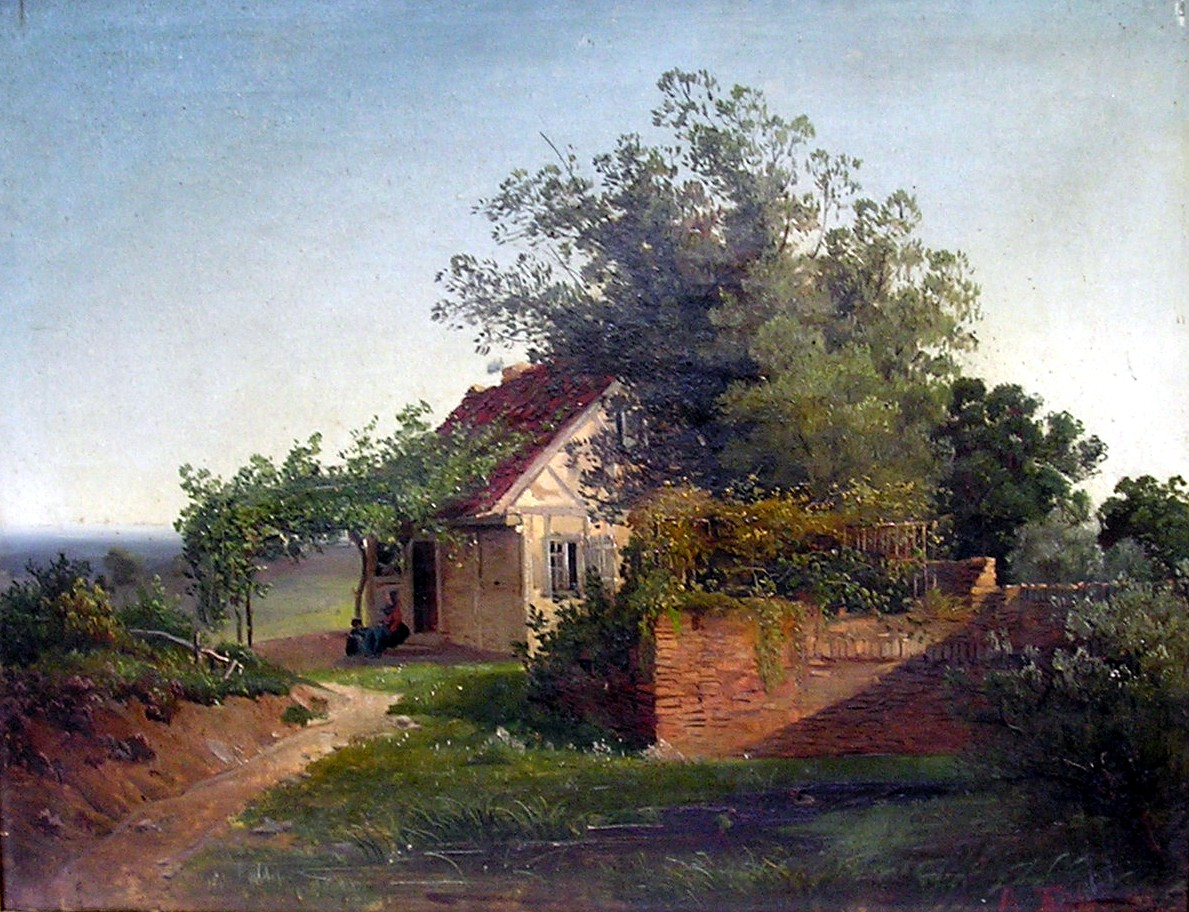
Rheinisches Idyll, Öl auf Leinwand, 1855

Hauptsächlich beschäftigte sich Studer mit Motiven seiner Schweizer Heimat, genauer dem Gäu, einer Gegend zwischen Solothurn und Olten am Jurasüdfuss. Bekannt sind z. B. zwei Gemälde von Burg Neu-Bechburg, eines davon und wohl sein bestes und grösstes Werk kann auf dieser Burg besichtigt werden. Daneben hat er sich aber auch der Darstellung anderer alpenländischer Landschaften gewidmet (u. a. Der hohe Göll, Mondschein am Walensee). Charakteristisch für Studer sind seine stillen, fast poetischen Darstellungen der alpenländischen Natur und seiner Menschen. Erhalten ist auch eine geringe Anzahl von gefühlvollen Bildern, die sich mit Dorf- und Bauernhofszenen beschäftigen. Einige Bilder befinden sich in den Kunstmuseen von Olten und Solothurn (Schweiz). Viele Werke dürften in Privatbesitz sein. Eine Initiative in der Schweiz bemüht sich um die Erstellung eines Werkverzeichnisses dieses Künstlers.